# ウラジーミル・イワノフ
ウラジーミル・イワノヴィチ・イワノフ（ロシア語: Владимир Иванович Иванов, ラテン文字転写: Vladimir Ivanovich Ivanov, 1893年3月11日 - 1938年3月15日）は、ロシアの革命家、ソビエト連邦の政治家。

## 生涯
1893年3月11日に、ロシア帝国トゥーラ県トゥーラで鍛冶屋・製図工の息子として生まれたロシア人。トゥーラ中等学校に進んで1909年から1910年に学生ストに参加し、1912年から社会民主主義運動に関わるようになった。父は入党しなかったが社会民主主義者であり、3人の兄弟姉妹はいずれもボリシェヴィキの党員となっている。ウラジーミル自身は1915年にボリシェヴィキとなった。中等学校卒業後は1912年にモスクワ大学医学部に進んだが、1916年に逮捕され、同年に釈放されるも大学を放校された。教師・書記・医療助手・樵・人夫など職を転々としていたが、復学し1918年に医学部を卒業した。
二月革命が発生すると、1917年2月から7月までボリシェヴィキのモスクワ市ハモヴニキ地区委員会書記を務め、地区議会のメンバーにも選出された。11月にはバスマンノエ地区軍事革命委員会メンバーおよび赤衛隊参謀を務め、7月から翌1918年8月までは党バスマンノエ地区委書記を務めた。同時期にはモスクワ市ソビエト幹部会や党モスクワ委のメンバーでもあった。1918年8月に党サラトフ県カムィシン郡委メンバーおよび前線チェーカー議長、10月まで郡チェーカー議長、12月まで第1カムィシン師団参謀政治委員、9月から翌1919年まで郡ソビエト執行委議長を務めた。同年初頭からモスクワ委局員およびモスクワ・ソビエト執行委メンバー、春から翌1920年末まで党バスマンノエ地区委責任書記。1919年9月18日から11月16日まではフェルガナ戦線 (ru) 革命軍事会議メンバー、1921年1月から6月まで党ヤロスラヴリ県委責任書記、同年から1924年までモスクワ市委組織部副部長および部長を務めた。
1924年5月から10月まで党モスクワ県統制委議長、5月31日から中央統制委 (ru) メンバー、6月2日から中央統制委幹部会メンバー候補を翌1925年12月18日まで務め、1924年11月5日から1925年2月6日まではウズベキスタン共産党臨時組織局第一書記、1924年11月18日から1925年2月13日まではウズベク社会主義ソビエト共和国革命委員会メンバー、1925年2月12日から1927年9月21日まではウズベキスタン共産党中央委第一書記であった。1925年12月31日から全連邦共産党中央委員候補となり、1934年2月10日から1937年8月12日まで中央委員であった。1927年4月から1931年4月まで北カフカース地方委第二書記、1931年3月27日から1937年2月5日まで北部地方委第一書記、1936年10月1日から1937年10月31日まで連邦林業人民委員でもあった。
連邦中央執行委メンバーでもあったが、1937年11月1日に右翼トロツキスト陰謀事件に連座して逮捕され、ニコライ・ブハーリンの命令によって北カフカースで反ソ活動を行っていたと「認めた」。そして翌1938年3月13日に連邦最高裁軍事参議会によって死刑を宣告され、同月15日に銃殺された。その後、1959年6月に名誉回復がなされた。